# レニングラード原子力発電所
レニングラード原子力発電所(ロシア語: Ленинградская атомная электростанция; Ленинградская АЭС)はロシア北西部レニングラード州のフィンランド湾沿いのソスノヴイ・ボールに存在する原子力発電所。サンクトペテルブルクから西に70kmの位置に存在する。ウクライナのチョルノービリ原発と同型の4基のRBMK-1000が設置されており、老朽化の進む原発に代えて隣接地にレニングラード第二原子力発電所が建設中である。

## 問題
レニングラード原発は隣国であるフィンランドの当局に環境の安全を脅かすすべての出来事の報告に合意した。他の問題で報告を求められたとき発電所は否定的に答え、彼らは毎日多くの問題があり、問題報告を満たすために時間が無駄になると明言した。

## 事故
1975年、1号機で部分的な炉心融解が発生し、1.5メガキュリーの放射線が放出された。
1992年、燃料集合体が破裂し、放射性ガスおよびヨウ素が空気中に放出された。これは最初に報道されたレニングラード原発の事故であった。
2005年12月、この発電所の敷地内にある金属スクラップ再処理工場で非放射性金属廃棄物の処理を行っていたところ過熱により爆発が発生し、広い範囲に溶けた金属が飛び散って火災が起きた。作業員3人が爆発に巻き込まれ、このうち2人が体表の90%近くに及ぶ大火傷を負った。
2009年8月27日、3号機がポンプの吐出ヘッダーに穴が見つかったため停止した。
自動化された放射線管理システムによってモニタリングされた発電所内部含む30km範囲では放射線の値に変化はなかった。この発電所の管理者は事故のうわさに反論し、3号機は「短期的な予定外のメンテナンス」で止められ、2009年の8月31日に再稼動を行うと発表した。スウェーデンの新聞紙ダーゲンス・ニュヘテルは8月29日に冷却水漏れが起きたとする短い通知を発行した。この問題は重大とされたが、即時の環境への放射線漏洩のリスクはなかった。この記事はフィンランドの放射能・原子力安全機関であるSäteilyturvakeskusの声明を引用していた。

## 原子炉
| 発電所 | 原子炉                    | 原子炉形式               | 正味発電量(MW) | 総発電量(MW) | 建設開始       | 送電開始       | 商業運用      | 停止           |
| ------ | ------------------------- | ------------------------ | -------------- | ------------ | -------------- | -------------- | ------------- | -------------- |
| 第一   | 1号機 (Leningrad - 1)     | RBMK-1000                | 925            | 1,000        | 1970年3月1日   | 1973年12月21日 | 1974年11月1日 | 2018年12月21日 |
| 第一   | 2号機 (Leningrad - 2)     | RBMK-1000                | 925            | 1,000        | 1970年6月1日   | 1975年7月11日  | 1976年2月11日 | 2020年10月11日 |
| 第一   | 3号機 (Leningrad - 3)     | RBMK-1000                | 925            | 1,000        | 1973年12月1日  | 1979年12月7日  | 1980年6月29日 | 2025年 (計画)  |
| 第一   | 4号機 (Leningrad - 4)     | RBMK-1000                | 925            | 1,000        | 1975年2月1日   | 1981年2月9日   | 1981年8月29日 | 2026年 (計画)  |
| 第二   | 1号機 (Leningrad II - 1） | VVER-1200/491 (AES-2006) | 1,085          | 1,199        | 2008年10月25日 | 2018年3月9日   | （2018年）    | -              |
| 第二   | 2号機 (Leningrad II - 2） | VVER-1200/491 (AES-2006) | 1,085          | 1,199        | 2010年4月15日  | （2018年）     | （2019年）    | -              |
| 第二   | 3号機 (Leningrad II - 3） | VVER-1200/491 (AES-2006) | 1,085          | 1,170        | （計画）       | ?              | ?             | ?              |
| 第二   | 4号機 (Leningrad II - 4） | VVER-1200/491 (AES-2006) | 1,085          | 1,170        | （計画）       | ?              | ?             | ?              |

- 燃料把持装置

## 註
1. ↑  Storm-caused impurities in cooling water and filters forced to shut down a generator
2. ↑  Controlling Technology By Stephen H. Unger, p. 88.
3. ↑   Nuclear Energy Institute Source Book on Soviet-Designed Nuclear Power Plants, p.141
4. ↑  “Russian Nuclear Plant Explosion Injures Three”. Fox News. (2011年12月1日)
5. 1 2  The third unit of Leningrad NPP has been stopped[リンク切れ], Rosenergoatom, 28 August 2009
6. ↑  Leningrad NPP refutes rumors about accident[リンク切れ], Rosenergoatom, 28 August 2009
7. ↑  Power Reactor Information System of the IAEA: "Russian Federation: Nuclear Power Reactors"
8. ↑  “Russia retires Leningrad unit 1”. World Nuclear News.  World Nuclear Agency (2018年12月27日). 2019年1月3日閲覧。
9. ↑  “ロシアのRBMK原子炉、レニングラード2号機が永久閉鎖”. 原子力産業新聞. (2020年10月13日) 2021年12月17日閲覧。
10. ↑  “Power Reactor Details Leningrad II-1 on the PRIS of the IAEA”. 2018年5月6日閲覧。
11. ↑  “Power Reactor Details Leningrad II-2 on the PRIS of the IAEA”. 2018年5月6日閲覧。
12. ↑  Power Reactor Details Leningrad II-3 on the PRIS of the IAEA[リンク切れ]
13. ↑  Power Reactor Details Leningrad II-4 on the PRIS of the IAEA[リンク切れ]